# Sanatorio Schatzalp
El sanatorio Schatzalp, hoy día Berghotel Schatzalp, es un edificio ubicado en los Alpes Suizos.

## Descripción

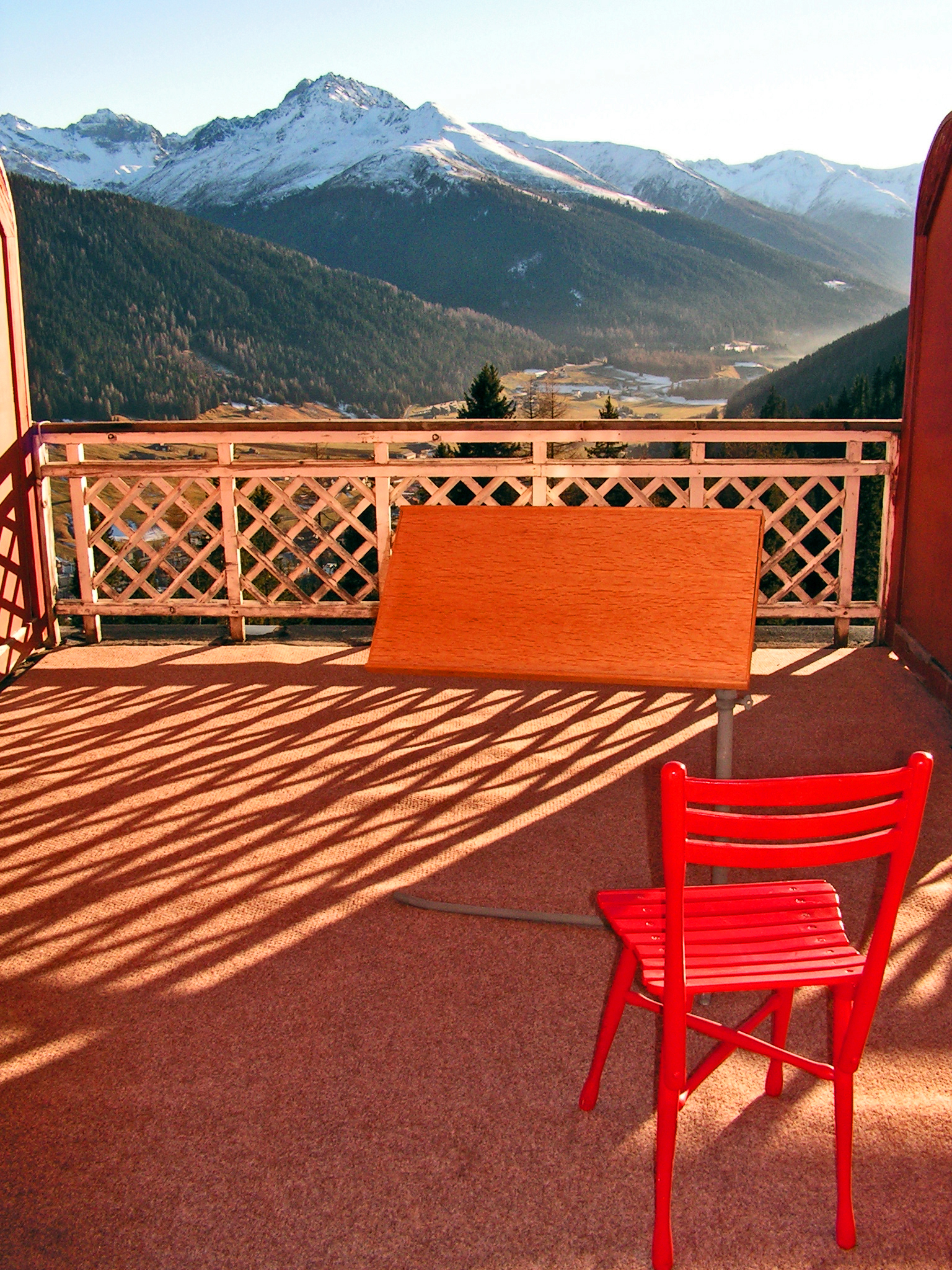
Vistas

Fue construido a caballo en las postrimerías del siglo XIX, entre 1898 y 1900, en las montañas próximas a la ciudad suiza de Davos. Los arquitectos responsables del proyecto habrían sido Max Haefeli y Otto Pflegard. El inmueble, cuya función original era la de sanatorio de lujo para tuberculosos, es conocido por ser citado varias veces por Thomas Mann en su novela La montaña mágica, cuya acción principal se desarrolla en otro sanatorio, el ficticio sanatorio Berghof. En la actualidad el edificio está ocupado por un hotel.